# Takeda Goichi

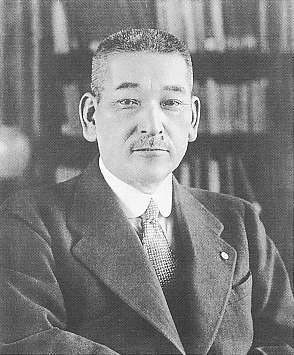
Takeda Goichi

Takeda Goichi (japanisch 武田 五一; geboren 15. Dezember 1872 in Fukuyama (Präfektur Hiroshima); gestorben 5. Februar 1938) war ein japanischer Architekt und Hochschullehrer während der Meiji-, Taishō- und frühen Shōwa-Zeit.

## Leben und Werk
Takeda Goichi wurde als Sohn eines ehemaligen Samurai des Fukuyama-Han in Fukuyama geboren. Ab 1894 besuchte er die Fakultät für Ingenieurwissenschaft der kaiserlichen Universität Tokyo. 1897 machte er seinen Abschluss mit einer Arbeit über die Entwicklung des Teeraums. 1899 brach er sein Aufbaustudium ab und nahm die Stelle eine Assistenten an. Von 1901 bis 1903 wurde er vom Kultusministerium nach Europa entsandt, wo er verschiedene Länder besuchte. 
Nach seiner Rückkehr wurde Takeda Professor an der „Kyōto kōto kōgei gakkō“ (京都高等工芸学校), der Vorläufereinrichtung der heutigen Technischen Universität Kyōto. Ab 1904 war er auch für die Präfektur Kyōto tätig und kümmerte sich um die Bewahrung des Byōdō-in und des Kinkaku-ji. Ab 1908 war er auch für das Finanzministerium tätig und unternahm Reisen in die USA und nach Europa.
1915 wurde Takeda zum Dr. Ing. promoviert und erhielt den Orden des Heiligen Schatzes der 4. Klasse. 1916 war er mit der Sicherung der Wandbemalung im Hōryū-ji beauftragt. 1918 wurde er Direktor der Ingenieursschule Nagoya, der heutigen Technischen Universität Nagoya. Von 1920 bis 1932 folgte eine Professur an der Abteilung für Architektur der kaiserlichen Universität Kyōto. Ab 1934 leitete Takeda das Büro zur Erhaltung des Hōryū-ji bis zu seinem frühen Tode.

## Bilder

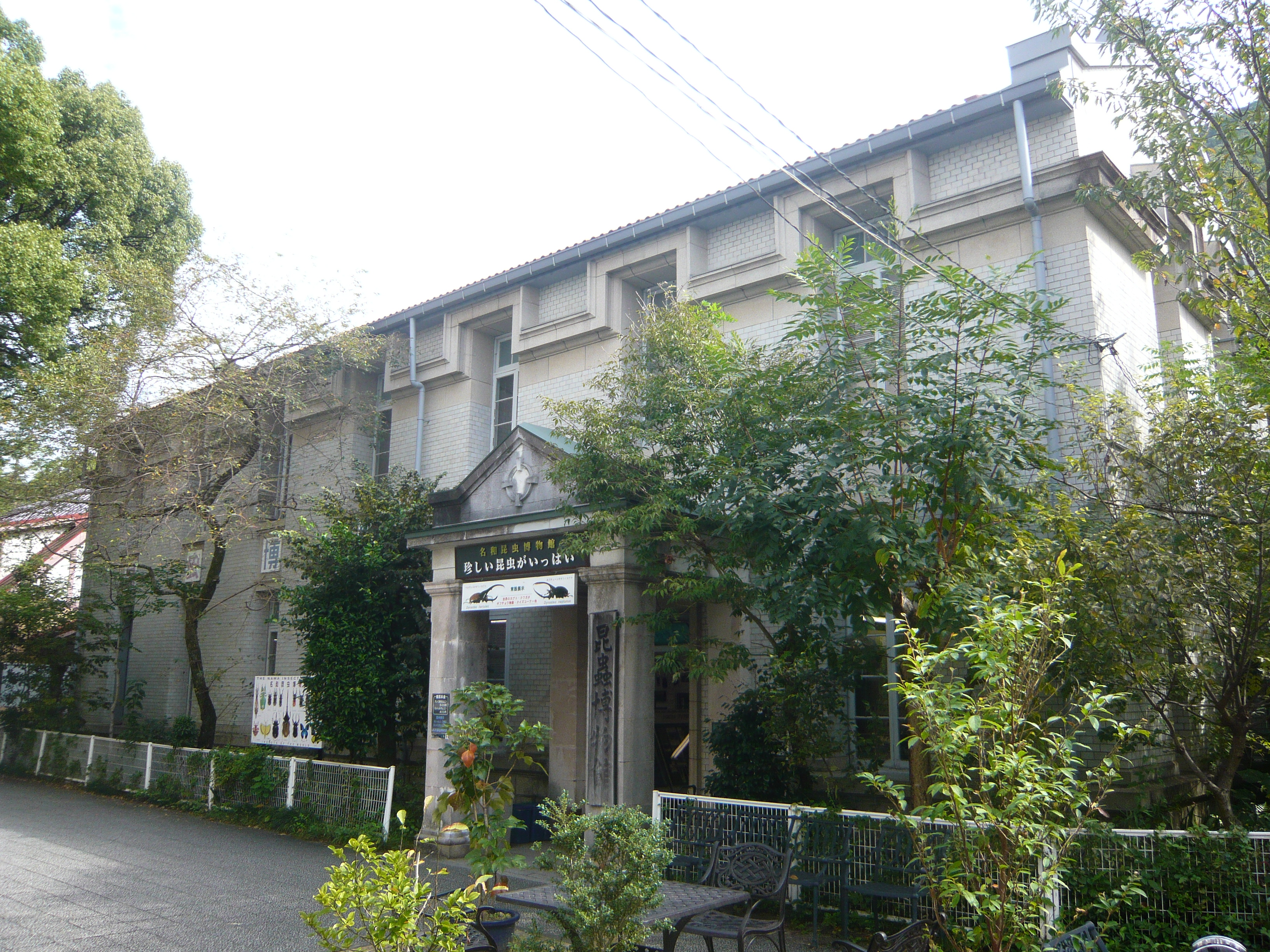
Nawa Insektenmuseum, 1907
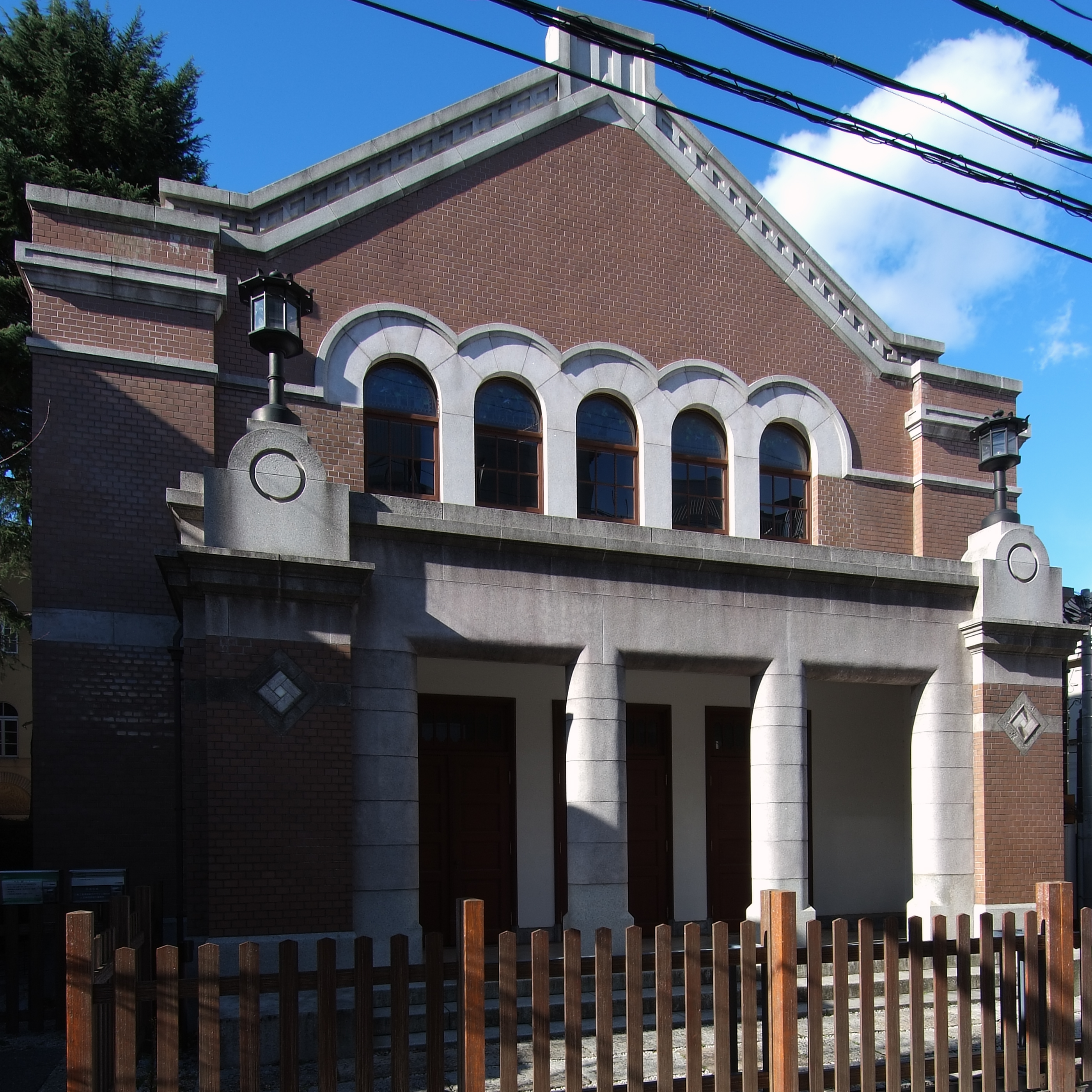
Kyūdō Kaikan, 1907
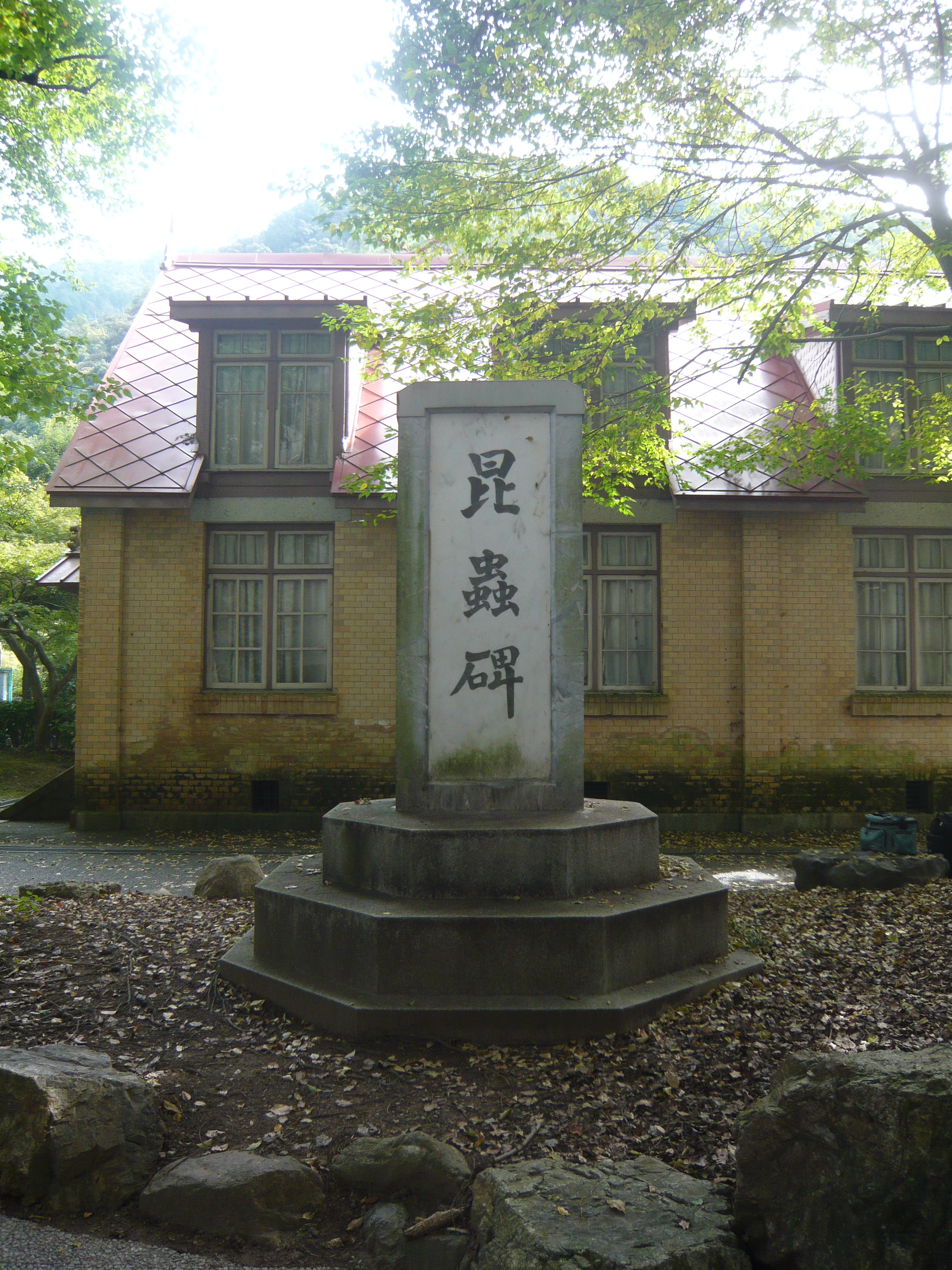
Insekten-Denkmal, 1919
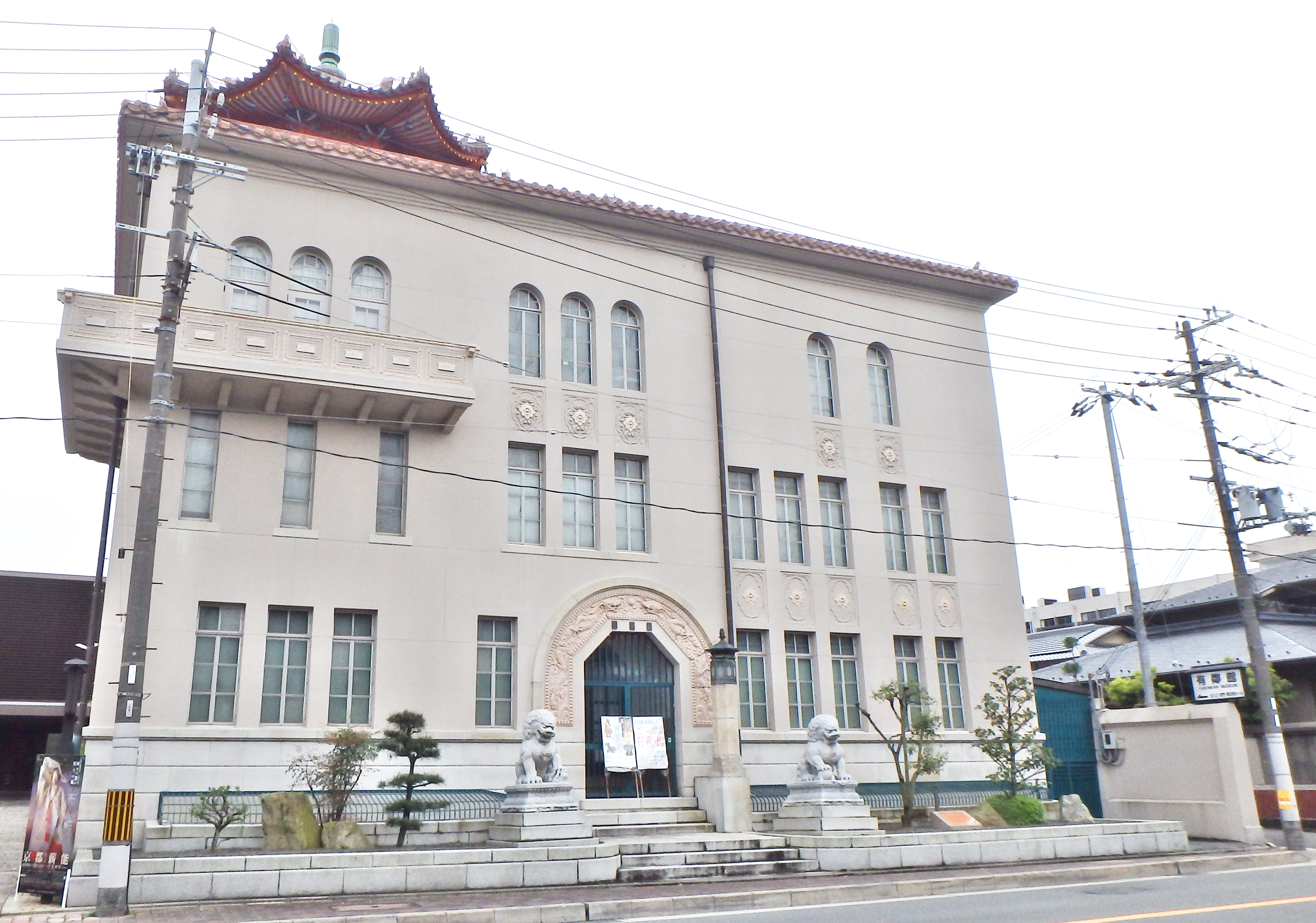
Yūrikan Museum, 1926
Symbol der Osaka Metro, 1933
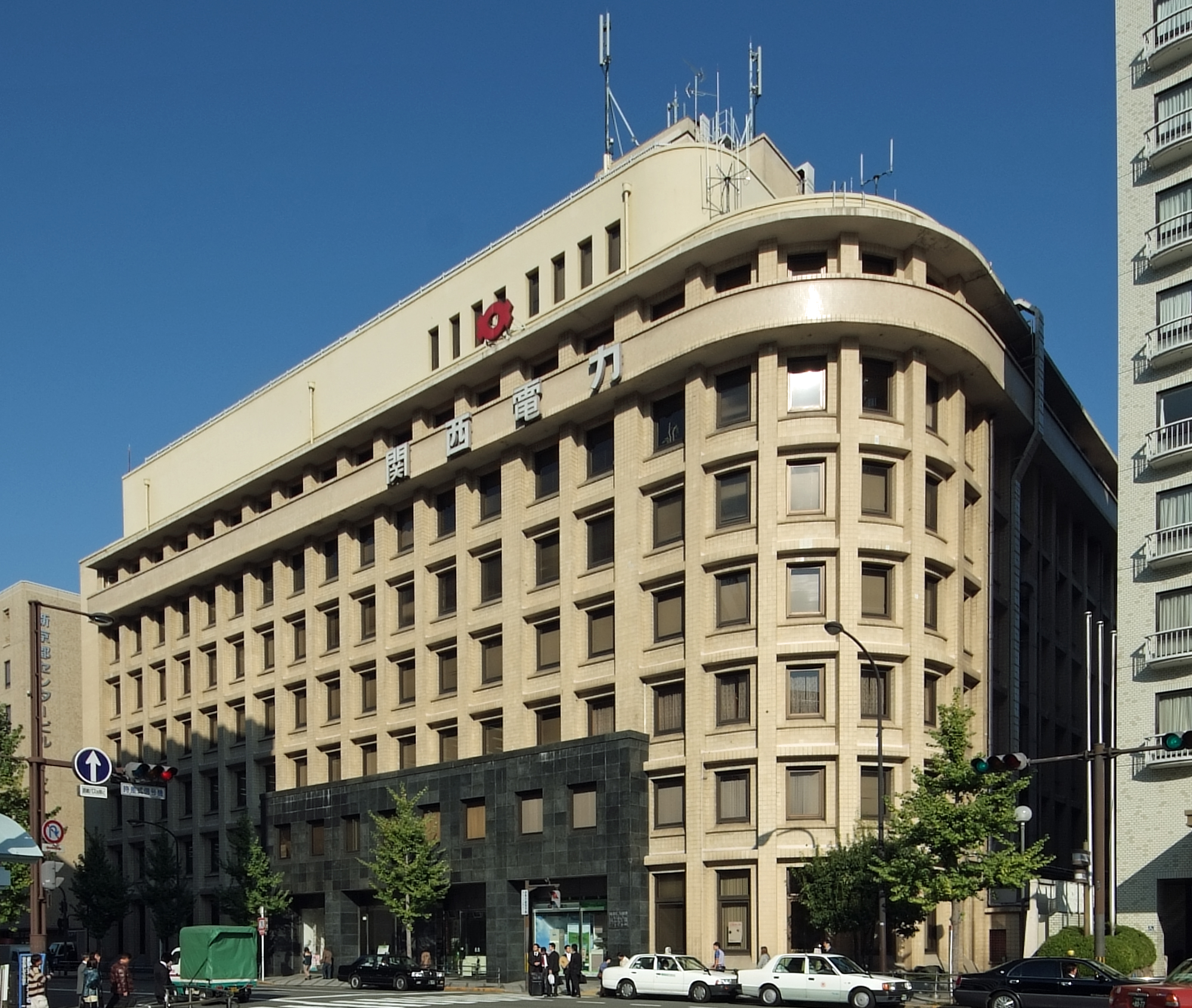
Kansai Electric, Kyoto, 1937
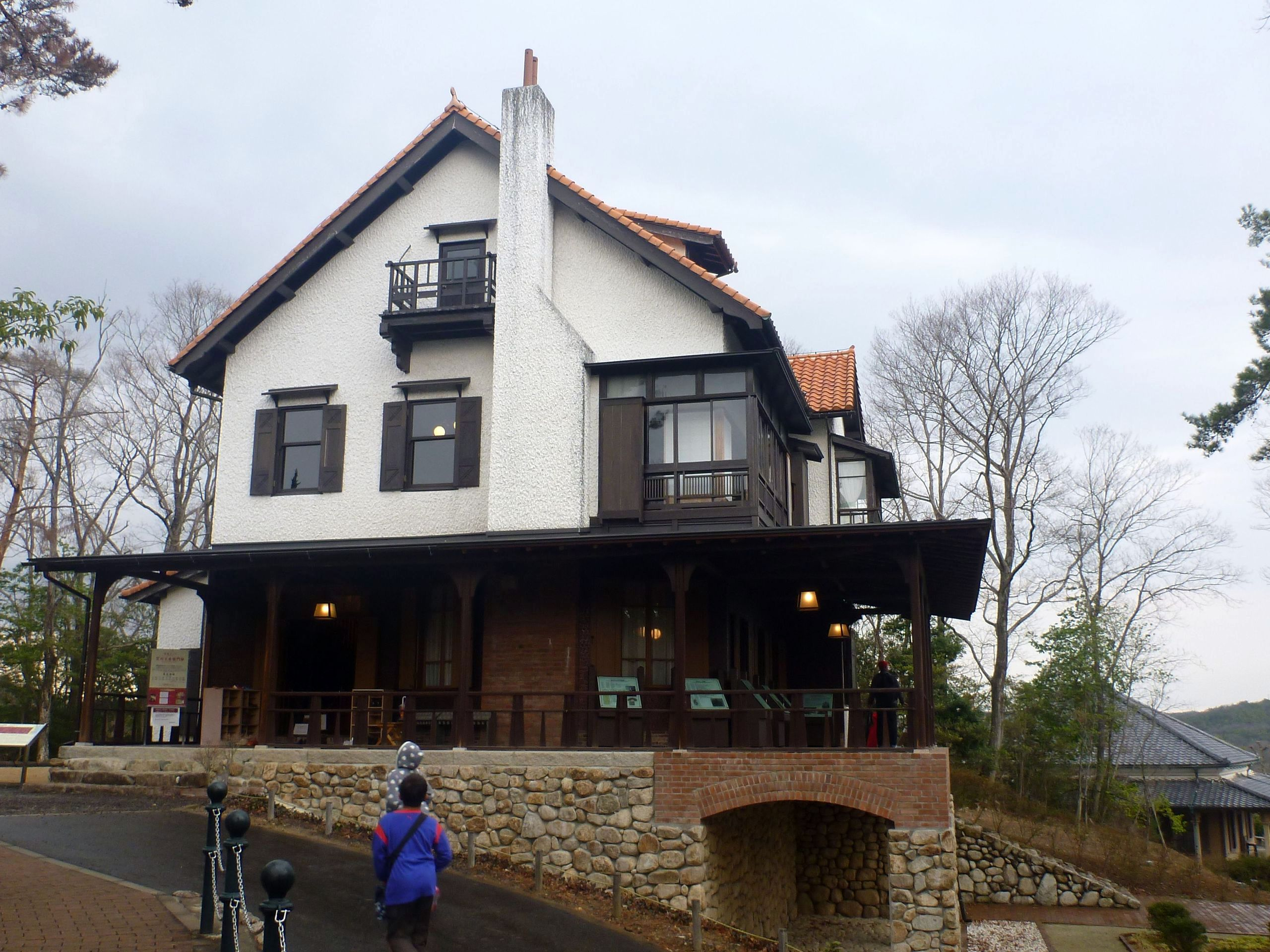
Shibakawa-Villa in Meiji Mura